# Хекеров албум
Хекеров Албум је колекција фотографија за које се верује да их је сакупио Карл-Фридрих Хекер, официр СС током нацистичке владавине у Немачкој. Колекција садржи преко стотину фотографија које приказују живот официра и управитеља који су водили концентрациони логор Аушвиц-Биркенау. Албум представља редак историјски извор и представља важан документ о Холокаусту. Налази се у Меморијалном музеју Холокауста Сједињених Држава у Вашингтону.

## Откриће
Према Музеју, овај албум фотографија је нашао неидентификовани амерички контраобавештајни официр који је био смештен у приватној кћи у Франкфурту након капитулације Немачке 1945. Овај официр је пронашао албум у стану, и кад се вратио у Сједињене Државе, понео га је са собом.
У јануару 2007, амерички официр је донирао албум Меморијалном музеју Холокауста Сједињених Држава уз захтев да његов идентитет не буде откривен. Натписи испод фотографија и људи који су се налазили на њима су убрзо потврдили да је албум приказивао живот у и око логора у Аушвицу. Прва фотографија у албуму представља заједнички портрет Рихарда Баера, команданта логора између 1944 и 1945, и Баеровог ађутанта, Карла Хекера.

## Фотографије Менгелеа
Оба најпознатија команданта логора, Рихард Баер и Рудолф Хес се налазе на фотографијама. Међутим, можда и најзлогласнија особа која се може видети на фотографијама је доктор Јозеф Менгеле, затвореницима познат као Анђео смрти. Менгеле, по професији лекар, је водио медицинске експерименте над децом близанцима у логору. Редовно је учествовао у селекцијама када је по доласку возова са новим логорашима одлучивано који логораши ће бити одмах убијени а којима ће бити допуштено да живе и буду коришћени као робовска радна снага.
Укупно, Менгеле се налази на осам фотографија. Пре донације овог албума музеју, није била позната ниједна фотографија која приказује Менгелеа у оквиру логора.

## Време настанка
Фотографије у Хекеровом албуму су посебно узнемирујуће због времена у коме су начињене, између јуна и децембра 1944. Радници у архиви и историчари су уочили да се овај период преклапа са масовним истребљењем стотина хиљада Мађарских Јевреја у пролеће и лето 1944, у догађају познатом као Мађарски транспорт. Ови Јевреји су ухваћени и послати у Аушвиц након нацистичке инвазије на Мађарску у марту 1944. Толико мађарских Јевреја је убијено у логору Аушвиц у том периоду да капацитет крематоријума није био довољан да се спале сва тела, па су она бацана у отворене јаме које су ископане за ту сврху. Супротност ових догађаја са певањем, флертовањем и забавом које приказује Хекеров албум је посебно узнемирујућа.
По Ребеки Ербелдинг, радници у архиви музеја, која је примила албум од донатора и прва уочила његов значај, „албум нас подсећа да су починиоци Холокауста били људска бића, мушкарци и жене са породицама, децом и кућним љубимцима, који су славили празнике и одлазили на одморе… Ови људи су били људска бића… и ове фотографије нас подсећају на то шта су све људска бића способна да учине кад подлегну антисемитизму, расизму и мржњи.“

## Хекеров случај
Карл Хекер је преживео рат и успео да избегне хапшење. Предао се властима 1952. као члан СС. Осуђен је на деветомесечну казну, али је није одлежао. 1963. му је поново суђено, овај пут за масовна убиства у логорима у којима је служио. Осуђен је за помагање и подстрекивање на убиство хиљада људи у четири одвојена догађаја, али никада није у потпуности доказано да је он лично учествовао у селекцијама.
Хекер је одслужио пет година седмогодишње затворске казне и пуштен је условно 1970. Умро је 2000. са 89 година.